# 東毅
東 毅（あずま たけし）は、日本の漫画家。熊本県熊本市出身。作品に『電波教師』など。

## 来歴
『どろんPA!!』にてまんがカレッジ 2001年9・10月期佳作を受賞しおもに『週刊少年サンデー超』でラブコメの読み切り作品を発表。同誌にて初の長編作品の本格デビュー『超弩級少女4946』を連載。『超弩級少女4946』連載終了後『週刊少年サンデー』で『電波教師』の連載を開始、ニコニコ動画で新キャラデザインを募集した。

## 人物
地元のプロサッカークラブ・ロアッソ熊本についてはロッソ熊本時代からのファンであり、週刊少年サンデー2015年（平成27年）8月19日・26日号に掲載された『電波教師』ではロアッソくんを登場させている。広江礼威と親交が深い。

## 受賞歴
- どろんPA!!（まんがカレッジ 2001年9・10月期 佳作）[要出典]

## 作品リスト

### 連載
- 超弩級少女4946（『週刊少年サンデー超』2009年4月号 - 2011年8月号、全6巻）
- 電波教師[4]（『週刊少年サンデー』2011年49号 - 2017年18号、全26巻）
- クロノマギア ∞の歯車（作画担当、『週刊少年サンデー』2018年49号 - 2019年40号、全5巻）
- 異世界シェフと最強暴食姫（『週刊少年チャンピオン』2021年18号 - 2022年10号 、全5巻）
- ダム女の秘めゴト（『デジコレ』、全2巻）
- 株式豚野郎、異世界で杖になる。（『デジコレ』、連載中、既刊3巻）
- まおきん〜女子校教師の俺の金玉に魔王が宿った件〜（漫画：藤澤紀幸、『ヤンマガWeb』2023年12月28日 - 2024年5月23日、全2巻） - 原作担当（あずまたけし名義）

### 読み切り
- イバラキ!!（『週刊少年サンデー超』2003年4月25日号）
- LOVERS DOG（『週刊少年サンデー超』2004年5月25日号）
- カプチーノ!!（『週刊少年サンデー超』2004年9月25日号）
- DEAD OR LOVE（『週刊少年サンデー超』2006年1月25日号）
- チェンジボーイ（『週刊少年サンデー』2008年15号）
- カナン様はあくまデカぱい（『週刊少年マガジン』2024年16号[5]） - 『カナン様はあくまでチョロい』の寄稿漫画[6]。